# Alexeuca, Sîngerei
Alexeuca este un sat din cadrul comunei Cotiujenii Mici din raionul Sîngerei, Republica Moldova.